# Corse Castle

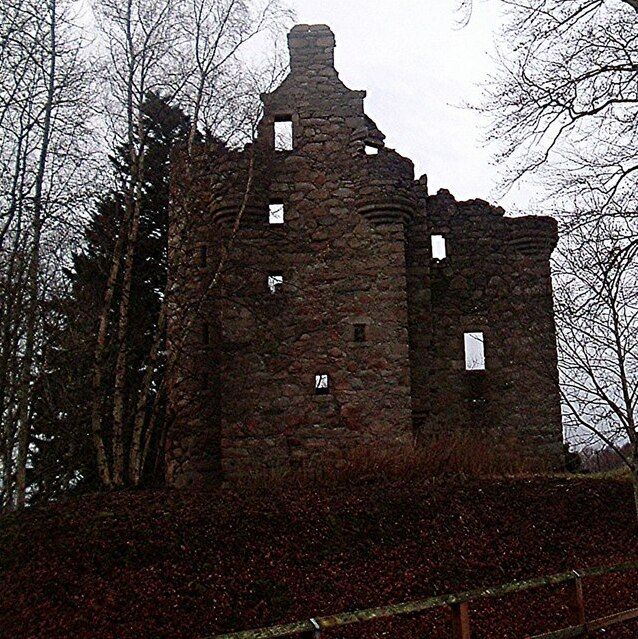
Corse Castle

Corse Castle ist eine Burgruine am Ufer des Corse Burn, etwa fünf Kilometer nordwestlich des Dorfes Lumphanan in der schottischen Council Area Aberdeenshire.

## Geschichte
Corse Castle war Eigentum des Clan Forbes. Im 16. Jahrhundert wurde das ursprüngliche Haus bei einem Banditenüberfall zerstört. Der damalige Herr des Anwesens, Sir William Forbes, soll von der geplanten neuen Burg gesagt haben: „Bitte, Gott, ich möchte mir solch ein Haus bauen, dass Diebe anklopfen müssen, bevor sie eintreten.“ In der Folge ließ Sir William die heutige Burg erbauen, deren Ruine heute noch seine Initialen zusammen mit dem Baujahr 1581 trägt.
William Forbes hatte sieben Söhne, von denen der älteste, Patrick (1564–1635), vor dem Bau der Burg in dem später zerstörten Haus geboren wurde. 1618 wurde er zum Bischof von Aberdeen ernannt, ein Amt, das er bis zu seinem Tode innehatte. Der zweite Sohn, William, ein Kaufmann, kaufte und komplettierte das nahegelegene Craigievar Castle in den 1620er-Jahren. Der dritte Sohn, John (ca. 1565–1634), begab sich auch in die Dienste der Kirche. Der sechste Sohn, Arthur, ließ sich in Irland nieder und wurde zum Baronet erhoben. Patricks zweiter Sohn, der Theologe John Forbes (1593–1648), erbte Corse Castle 1635 und starb dort 1648, nachdem er sich gegen die Covenanters gewandt hatte und drei Jahre ins Exil geschickt worden war.

## Betrachtung und Einordnung
In ihrem Buch The Castellated and Domestic Architecture of Scotland von 1887 schreiben David MacGibbon und Thomas Ross:

„Diese ruinöse Burg liegt angenehmerweise an einem zurückgezogenen Ort, etwa drei Meilen nördlich des Bahnhofs von Lumphanan an der Deeside Railway. Der Corse Burn, der durch den angrenzenden Hohlweg fließt, wurde aufgestaut und bildet eine schöne Wasserfläche südlich der Burgruine (...) Das Anwesen hat lang den Forbes' gehört und das derzeitige Gebäude ließ William Forbes, der Vater von Patrick, dem bekannten Bischof von Aberdeen, 1581 errichten. Das Datum und seine Initialen sind am Sturz über dem Eingangstor [eingraviert].“

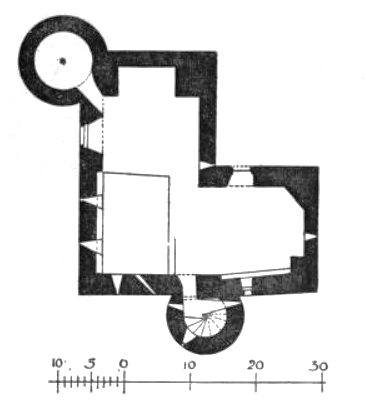
Plan des Erdgeschosses von Corse Castle

Die Burgruine wird von Historic Scotland als „ein bemerkenswertes, bis heute erhaltenes Beispiel für eine kompakte, schottische Burg mit Z-förmigem Grundriss aus dem 16. Jahrhundert“ bezeichnet, auch wenn W. D. Simpson sie als „eine unübliche Kombination aus L- und Z-förmigem Grundriss“ beschreibt.
Historic Scotland hatte Corse Castle als historisches Bauwerk der Kategorie B gelistet, die Einstufung wurde jedoch 2015 aufgehoben. Es ist weiterhin als Scheduled Monument klassifiziert.